# گندنایی (سرده)
گندنایی، علف سیر (نام علمی: Alliaria) نام یک سرده از تیره شب‌بویان است.